# Francs rhénans
Les Francs rhénans sont une partie du peuple franc installée sur le cours moyen du Rhin autour de Cologne, dans l'actuelle Rhénanie-du-Nord-Westphalie (Allemagne) au Ve siècle. Auparavant, ils étaient parfois désignés sous le nom de Francs transrhénans. Ces Francs se sont regroupés au cours de la seconde moitié du Ve siècle pour fonder un royaume à Cologne, qui est intégré dans le royaume franc de Clovis. À partir du VIIe siècle, ils sont désignés sous le nom de Francs ripuaires, c'est-à-dire les Francs des rives (latin Ripuarii, v.h.all. Rīfera), en l'occurrence du Rhin.

## Histoire

### Les francs transrhénans
Durant les IVe et Ve siècles, les auteurs latins ne se préoccupent pas de répartir les Francs en deux groupes, et si quelqu'un indique parfois que tel Franc est un transrhénan, il s'agit plus pour lui d'indiquer une origine géographique qu'une appartenance à une hypothétique ligue distincte de celle des Francs. Il est d'ailleurs peu probable que de telles ligues secondaires aient existé, et il est arrivé que des peuples voisins se soient combattus. 

Les Francs entre 400 et 440. Les territoires gris signalent les anciennes provinces romaines. Les zones colorées et pâles indiquent les tentatives d'extension des deux peuples,.

À la fin du IVe siècle, plusieurs chefs francs transrhénans se sont mis au service de Rome, sont devenus généraux dans l'armée, tel Richomer et peut-être Arbogast, mais d'autres chefs, comme Gennobaud, Marcomir et Sunnon, envahissent et pillent des territoires de l'empire,. Dans la première décennie, les Francs saliens, situés vers l'embouchure du Rhin, gardent la frontière rhénane, soutiennent parfois des usurpateurs comme Edobich, mais ne peuvent empêcher un premier pillage de Trèves par les Francs rhénans en 413. L'usurpation par Jean permet un troisième raid des Francs rhénans, entre 423 et 425, qui prennent de nouveau Trèves, Cologne et Mayence, mais Ætius contre-attaque et reprend Trèves. Cologne est reprise par la suite, car les Francs ne la possèdent plus au milieu du IVe siècle. Trêves est pillée une troisième fois en 432 par les Francs rhénans, qui profitent de l'éloignement d'Aetius, mais ce dernier les en chasse très rapidement. La mort d'Aetius en 454 incite les Rhénans à prendre et piller Trèves une quatrième fois en 455, mais ils sont repoussés par Avitus, qui laisse Aegidius dans les provinces de Germanie.

### Le royaume des Francs rhénans
La situation politique change au milieu du Ve siècle. Clodion le Chevelu avait envahi la Belgique seconde et avait été battu par Aetius, mais ce dernier avait fini par accorder à Clodion un fœdus sur les terres conquises. Cette situation isole les Francs rhénans du monde romain, alors qu'ils sont bloqués au sud par les Burgondes, qui avaient obtenu un foedus en Germanie seconde, puis par les Alamans, qui repoussent ces derniers vers le sud-ouest. Les Francs rhénans subissent en outre la pression des autres peuples germaniques. En 451, ils se trouvent ainsi à proximité du passage des Huns d'Attila. La seule option de survie qui reste aux Francs de Rhénanie est de se réunir en un royaume unique.
Aucun document ne mentionne la date de la fondation du royaume des Francs rhénans. On ne peut que la situer entre 431, date du foedus entre Aetius et Clodion, et 469. 

Les royaumes des Francs saliens vers 480,.

C'est en effet à cette dernière date qu'une lettre de Sidoine Apollinaire place la visite d'un prince du nom de Sigemer, venu à Lyon pour se marier. La description de ses vêtements a conduit les historiens à conclure qu'il s'agissait d'un prince Franc rhénan, et le fait qu'il se marie à Lyon, une des capitales du royaume burgonde, laisse penser qu'il a épousé une princesse burgonde. Depuis 461/465, le roi burgonde Gundioc est l'un des trois Magistri militum en Gaule, nommé sur le conseil de son beau-frère, le patrice Ricimer. Le roi des Burgondes est donc une personnalité de premier plan à cette époque, et le mariage de Sigemer est probablement conclu dans le cadre d'une alliance entre le royaume des Francs rhénans et celui des Burgondes contre un ennemi commun, les Alamans. Selon l'historien allemand Franz Staab, qui s'appuie également sur les découvertes archéologiques, et notamment celles des fouilles de sépultures franques de Rhénanie, ce serait seulement à cette date que les Francs rhénans reçoivent de Gondioc et Ricimer, représentants de l'empereur, le droit de s'installer sur la rive gauche du Rhin et de faire de Cologne leur capitale.
Par le jeu des alliances, les Francs rhénans se retrouvent ennemis des Francs saliens : en effet Gondioc, le nouvel allié des Francs rhénans est opposé à un autre magister militum, le romain Ægidius qui s'est allié aux Francs saliens,,.
Une de leurs premières actions est de s'emparer de la ville de Trèves, afin de se rapprocher géographiquement des Burgondes et de disposer d'une meilleure base contre les Alamans. La plupart des historiens pensent que cette conquête se fit vers 470, lorsque le comte Arbogast quitte la ville,, toutefois Franz Staab, qui s'appuie sur les fouilles archéologiques des sépultures franques autour de Trèves, pense que la conquête a été plus tardive. Vers 500, ils se sont également emparés de la région de Metz, comme l'indique l'atlas géographique de l'Anonyme de Ravenne, qui désigne ces régions comme faisant partie de la Francia Rinensis. Selon Staab, l'Anonyme de Ravenne tenait ses informations du géographe ostrogoth Athanarid, qui a dressé ses cartes entre 496 et 507,.
À la fin du Ve siècle, le royaume est gouverné par le roi Sigebert. Il semble qu'il soit de nouveau allié aux Francs saliens de Clovis, mais ne participe pas à la campagne de ce dernier contre Syagrius, au contraire des rois francs Ragnacaire et Cararic. Il est probable que sa mission soit alors de protéger les arrières des royaumes francs. En 496, les Alamans envahissent son royaume, et il doit faire appel à Clovis pour les repousser. Il est blessé dans la bataille, lui occasionnant le surnom de « Sigebert le Boiteux ». En 507, il envoie une armée commandée par Chlodéric, qui prend part aux côtés de Clovis au combat contre les Wisigoths à Vouillé. Sigebert meurt quelque temps après, ainsi que Chlodéric, et les Francs rhénans choisissent Clovis pour leur succéder,,,.

### L'intégration dans le royaume d'Austrasie
Intégré dans le royaume franc, le territoire du royaume de Cologne se retrouve dans le royaume de Thierry Ier, le fils aîné de Clovis. En 534, un certain Mundéric, probable descendant de Sigebert le Boiteux, tente de s'emparer du royaume, mais est vaincu par Thierry. L'ancien royaume de Cologne suit ensuite les destinées du royaume d'Austrasie,.
Ce n'est qu'au VIIe siècle ou au VIIIe siècle, soit près de deux siècles après la disparition de leur royaume, qu'apparaît le terme de « Francs ripuaires », notamment avec la loi ripuaire.

## Linguistique

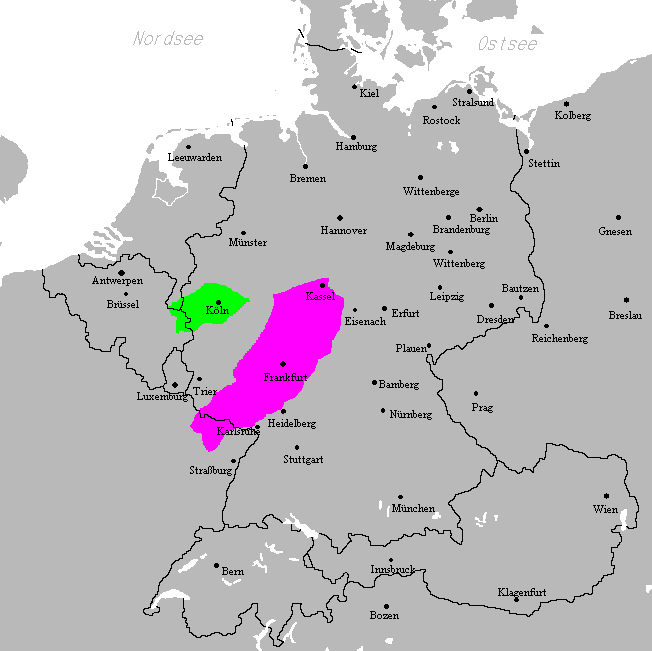
Foyers primitifs du francique ripuaire (en vert) et du francique rhénan (en rose).

Deux dialectes germaniques, le francique ripuaire et le francique rhénan reprennent des noms hérités de ce groupe de Francs, mais ce sont des notions linguistiques établies postérieurement et fondées sur un ensemble de critères linguistiques, et non sur une base historique. Elles empruntent le nom du groupe de Francs établi dans la région où ces dialectes sont aujourd'hui parlés.